# Adi Rocha
Adi Rocha, de son nom complet Adi Rocha Sobrinho Filho, est un footballeur brésilien né le 15 décembre 1985 à Riachão das Neves. Il évolue au poste d'attaquant.

## Biographie
Adi Rocha joue dans de nombreux pays : au Brésil, en Autriche, en Allemagne, en Roumanie, au Japon, en Lituanie, et en Chine.
Il joue deux matchs en Ligue des champions, et 10 matchs en Ligue Europa (3 buts).
Il inscrit 12 buts dans le championnat d'Autriche, 17 dans le championnat de Roumanie, neuf en deuxième division japonaise, et enfin trois dans le championnat de Lituanie.

## Palmarès
- Champion de Roumanie en 2013 avec le Steaua Bucarest
- Champion du Japon de D2 en 2013 avec le Gamba Osaka
- Champion de Lituanie en 2014 avec le Zalgiris Vilnius